# Eguisheim
Eguisheim es una localidad y comuna de Francia del departamento del Alto Rin (Haut-Rhin), en la región de Alsacia y lugar de nacimiento del Papa León IX.
Eguisheim es una localidad productora de vinos de la denominación AOC Alsace Grand Cru con dos sitios:
- Eichberg
- Pfersigberg

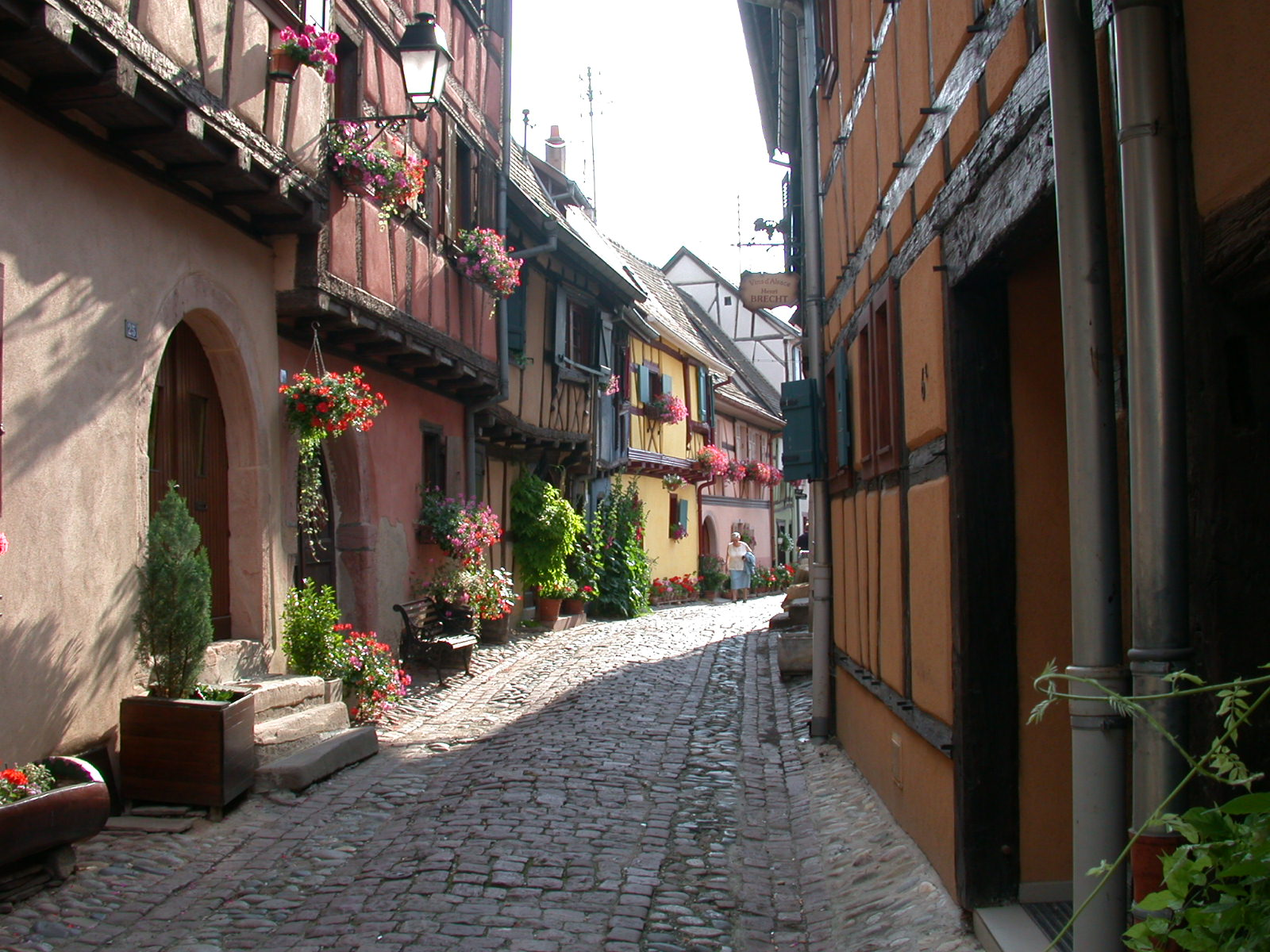
Típica calle de Eguisheim.

Por su atractivo turístico, el pueblo ha sido distinguido por la asociación Les plus beaux villages de France.

## Etimología
El nombre de la ciudad significa "habitación de Egino", nombre germánico. De hecho, el duque Eberhard fundó, en el año 720, el castillo de Eguisheim, así llamado en homenaje a su primo carnal Egino.

## Historia

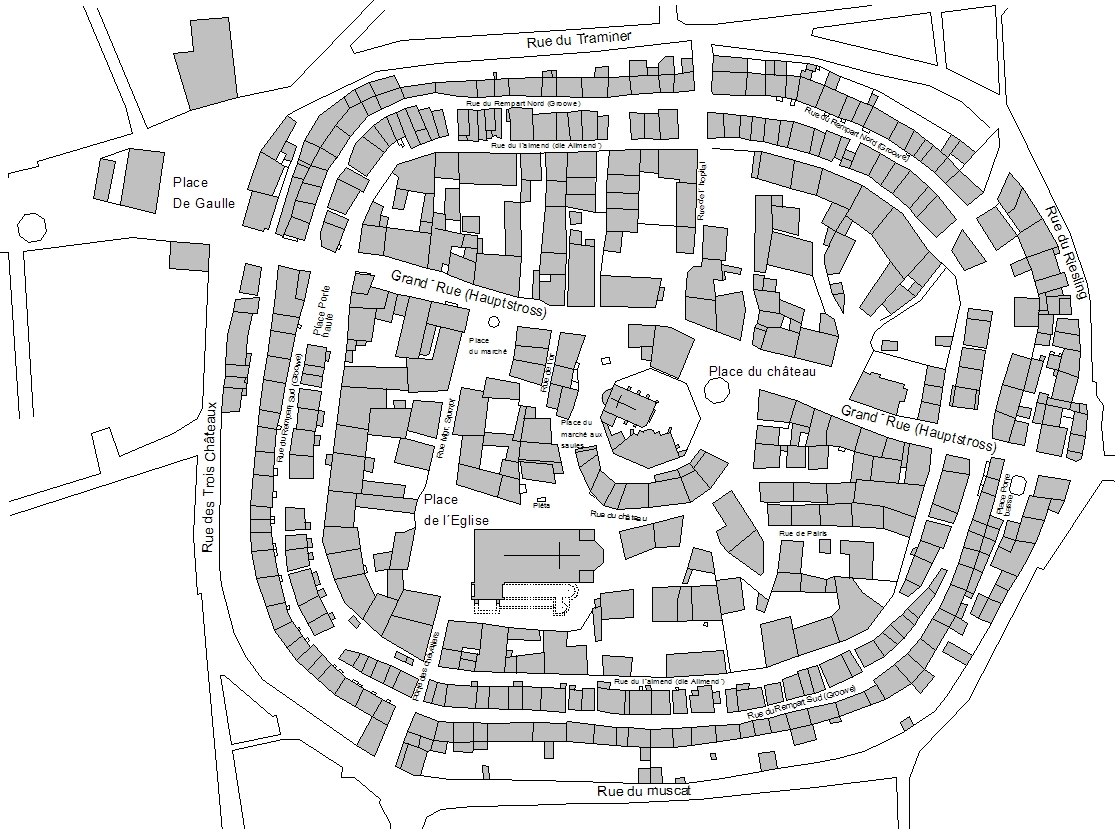
Plano de la población, de planta circular típica de los castrums romanos.

En el asentamiento romano de Eguisheim se desarrolló de manera pionera desde el siglo IV el cultivo de la vid en Alsacia.
El nieto del III Duque de Alsacia, el conde Eberhardt, ordenó la construcción de la primera de las fortalezas que rodean la población desde el siglo VIII y la reconstrucción del castillo existente en el centro de la población, formada por calles concéntricas a su alrededor.
En el año 1009 nace en Eguisheim  Bruno de Eguisheim-Dagsbourg, obispo de Toul quien sería nombrado por la iglesia católica papa, con el nombre de León IX y más tarde santificado.
A principio del siglo XIII la población pasó a las manos del obispado de Estrasburgo, padeciendo sucesivamente los efectos de la epidemia de peste general de la Europa medieval y los daños de la guerra de los treinta años.

## Lugares de interés
- Casas entramadas
- Camino de Ronda medieval
- Torres de Eguisheim. Weckmund, Wahlenbourg y Dagsbourg son los nombres de estas tres torres cuadradas, fabricadas con arenisca rojiza. Pertenecieron a la poderosa familia de Eguisheim, quemados en la hoguera en un conflicto que enfrentó a los habitantes del burgo con los habitantes de los alrededores (Guerra de los Seis Óbolos).  Al ser extinguida la familia, las tres torres pasaron, en 1230, a pertenecer a los obispos de Estrasburgo.
- Fuente renacentista del año 1557, de forma octogonal, situada en el centro de la plaza del mercado y catalogada como monumento histórico.
- Iglesia de Saint-Pierre et Saint-Paul, de estilo románico tardío inicialmente, reconstruida a finales del siglo XIII y XIV. 
  - Virgen de Ouvrante, talla románica policromática, del siglo XIII.
- Castillo de Bas d'Eguisheim

## Demografía
| 1470 | 1519 | 1461 | 1438 | 1530 | 1548 |
| Para los censos de 1962 a 1999 la población legal corresponde a la población sin duplicidades (Fuente: INSEE [Consultar]) |      |      |      |      |      |

## Ciudades hermanadas
- Francia Hautvillers
- Bélgica La Louvière
- Bélgica Bruselas Ilot Sacré

## Festivales
- Celebración de la Fête des Vignerons en agosto